# العساكر المنصورة المحمدية
العساكر المنصورة المحمدية هو الاسم الذي أطلق على تشكيلات العساكر المنظمة في الجيش العثماني بعد إلغاء الإنكشارية على يد السلطان محمود الثاني عام 1826 م.